# Герб Бобринця
Герб Бо́бринця — один з офіційних символів міста Бобринець, районного центру Кіровоградської області. Затверджений у 2002 р. 
Автори — В. Є. Кривенко, К. В. Шляховий.

## Опис
|  | У синьому полі чорний серцевий щиток із золотою дрофою, оточений вісьмома золотими хлібними снопами. |

## Пояснення символіки
Символіка розроблена на основі історичного герба міста, затвердженого 7 листопада 1847 р. Герб реконструйовано з вилученням губернського символу, який у свій час виконував суто субординаційно-адміністративну функцію, що не відповідає сучасній адміністративно-територіальній підпорядкованості міста, а головне — суперечить принципу самоврядування, ознакою чого і виступають герб та прапор.
Пшеничні снопи в гербі свідчать про давні хліборобські традиції міста, яке було значним центром хліботоргівлі та промисловою базою, що забезпечувала технічні потреби сільського господарства.
Дрофа представляє рід птахів, які колись були характерними мешканцями тутешніх степів. Археологі і етнограф Російської Імперії Володимир Ястребов так описав зв`язок дрофи (дрохви) з Бобринцем: «Если вдоль дороги по полям бегают смешные толстые птицы, значит, до Бобринца недалеко». Дрофа символізує взаємозв'язок землі та повітря, що надає гербу та прапору міста філософського значення єдності матерії і духу.

## Історія

### Герб російського періоду

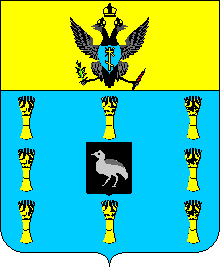
Герб Бобринця 1847 року

Герб російського періоду був затверджений 7 листопада 1847 року. Тоді Бобринець входив до складу Херсонської губернії, тому в горішній частині перетятого щита, в золотому полі, зображений герб Херсонський: в щиті чорний двоголовий коронований орел, що тримає в правій лапі лаврову гілку, в лівій — полум'я; на грудях орла в лазуровому щитку означений золотий хрест з чотирма у горішній частині променями, а у долішній, розлогій, в лазуровому полі посередині невеликий чорний щит, в якому птаха дрофа, а навколо щита вісім хлібних снопів.

### Проект Б. Кене

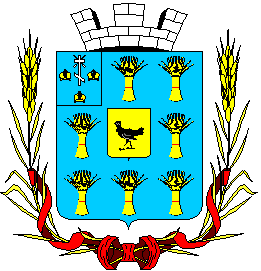
Герб проекту Б. Кене

У 19 столітті Борисом Кене був розроблений проект нового герба міста: в лазуровому полі вісім золотих снопів; в центрі, на золотому щитку — чорна птаха дрофа. У вільній частині — герб Херсонської губернії. Щит увінчаний срібною міською короною з трьома вежками та обрамований двома золотими колосками, оповитими Олександрівською стрічкою. Затвердження не отримав.

## Герб 1997 року

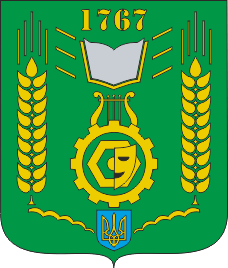
Герб Бобринця 1997-2002 рр.

У зеленому щиті золоте зубчасте колесо, увінчане такою ж арфою, всередині якого золотий порожнистий шестикутник із золотим диском усередині, поверх якого зліва золота маска. Колесо супроводжується зверху срібною розкритою книгою з золотою обкладинкою, що випускає золоте сяйво, і золотими літерами "1767", з боків - двома золотими колоссями, а знизу - щитком: у лазуровому полі золотий тризуб. Щиток супроводжується з обох боків двома золотими хвилеподібними перев'язами.